# Władysław Lutecki
Władysław Lutecki (ur. 29 listopada 1882 w Krasnem, zm. 31 sierpnia 1968 w Przemyślu) – polski duchowny rzymskokatolicki, malarz, kustosz Muzeum Diecezjalnego w Przemyślu, działacz kulturalny.

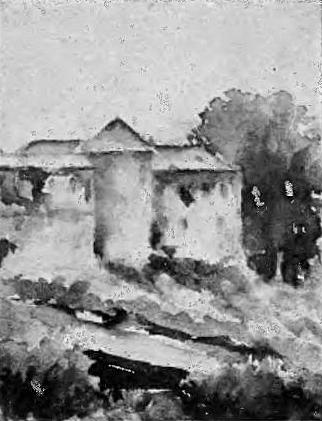
Obraz ks. Luteckiego przedstawiający zamek w Lesku

## Życiorys
Urodził się 29 listopada 1882 w rodzinie dworskiego kucharza Józefa i Józefy z Nutów. W 1903 ukończył C. K. Gimnazjum w Jaśle. Studiował filozofię i teologię w Seminarium Duchownym w Przemyślu. Jako alumn IV roku 16 czerwca 1907 otrzymał sakrament święceń kapłańskich (wyświęcony wtedy został także m.in. ks. Stanisław Gaweł). Jako wikariusz pracował w Sieniawie (1907-1908), Samborze (1908-1909), Zgłobniu (1909-1911), Krasiczynie (1911-1912) i w Bieździedzy (od 1912). W 1918 otrzymał urlop na odbycie studiów w szkole malarskiej w Zakopanem pod kierunkiem Zbigniewa i Andrzeja Pronaszków. Jako uczeń nadzwyczajny studiował w Akademii Sztuk Pięknych w Krakowie pod kierunkiem prof. Stanisława Dębickiego w 1919/1920. W 1920 skierowany do Jasienie. W 1921 został mianowany katechetą w szkole powszechnej w Ustrzykach Dolnych. Do 1927 był katechetą i rektorem filialnego kościoła w Ustrzykach Dolnych. Przed 1926 przystąpił do Związku Misyjnego Kleru. Jako katecheta szkoły powszechnej w Ustrzykach Dolnych w 1926 otrzymał tytuł Expositorium Canonicale (E.C.). Następnie w latach 1927-1932 był katechetą w Lesku. W latach 1930–1932 był dyrektorem Szkoły Zawodowej w Lesku. W 1932 wykonał portrety malarskie burmistrzów Leska oraz wizerunek herbu miasta, umieszczone w sali posiedzeń w gmachu Rady Miejskiej. W mieście zaangażował się w działalność kulturalną, został pierwszym prezesem Towarzystwa Miłośników Sceny i Teatru. Był członkiem leskiego koła Towarzystwa Szkoły Ludowej. Wykonał dekoracje wnętrz budowanego na początku lat 30. siedziby Polskiego Towarzystwa Gimnastycznego „Sokół” w Lesku. W styczniu 1933 przeszedł na emeryturę. Zamieszkał w Jarosławiu.
Kilkakrotnie (w latach 1912, 1930, 1932, 1934) wyjeżdżał za granicę: do Włoch, Szwajcarii, Francji, Austrii, Niemiec i Danii, gdzie w muzeach studiował sztukę. W 1930 pracował przy odnawianiu katedry płockiej. Wykonał sam lub wspólnie z prof. Marianem Strońskim polichromię dla ok. 15 kościołów, m.in. w Majdanie Królewskim, Nienaszowie i Majdanie Sieniawskim. Uprawiał też malarstwo sztalugowe, malując obrazy religijne, portrety, kwiaty. Jego malarstwo było raczej tradycyjne, naturalistyczne. W maju 1930 prezentował swoje prace malarskie na wystawie obrazów i rzeźby w Sanoku  i Rzeszowie (1934, 1948, 1949). Wygłaszał odczyty z zakresu teorii i historii sztuki, prowadził teatry amatorskie. W okresie kilkunastoletniego pobytu w Ustrzykach Dolnych i Lesku spisywał dzieła ze zbiorów Krasickich w Lesku i urządzał z nich wystawy. Opracował książeczkę pt. Historie niektóre Ziemi Sanockiej, wydaną w 1938, w której znalazły się także reprodukcje jego akwarel i fotografii artystycznych. W okresie okupacji niemieckiej brał udział w pracy podziemnej. W latach 1946–1947 pracował jako nauczyciel malarstwa w Szkole Malarskiej w Jarosławiu. Od 1949 był członkiem sekcji malarskiej Związku Polskich Artystów Plastyków w Krakowie, następnie w Rzeszowie. W 1948 został powołany na kustosza Muzeum Diecezjalnego w Przemyślu. W związku z tym odbył kilkakrotnie krótkie praktyki z zakresu konserwacji obrazów i rzeźb u prof. Jana Hoplińskiego (1947, 1948, 1957, 1958). Przeprowadził wiele konserwacji zabytków sztuki tak w Muzeum Diecezjalnym jak i na terenie diecezji (m.in. odrestaurowywał figurę św. Antoniego Padewskiego ze zburzonego kościoła OO. Franciszkanów w Jaśle). W latach 1952–1956 przewodził pracom związanym z wstawieniem witraży zaprojektowanych przez Józefa Mehoffera dla prezbiterium archikatedry przemyskiej. Przez wiele lat był członkiem Komisji Artystycznej przy Kurii Biskupiej w Przemyślu. Wykładał sztukę kościelną w Seminarium Duchownym w Przemyślu. W 1955 przeprowadził renowację obrazu NMP Strzyżowskiej. W 1959 został mianowany przez papieża Jana XXIII szambelanem papieskim. W 1962 przeprowadził konserwację obrazu Matki Bożej Śnieżnej w Budziwoju. Na początku kwietnia 1967 zrezygnował z funkcji dyrektora Muzeum Diecezjalnego ze względu na chorobę i podeszły wiek.
Zmarł 31 sierpnia 1968 w Przemyślu i został pochowany na tamtejszym cmentarzu Głównym.

## Publikacje
- Historie niektóre ziemi sanockiej (1938)
- Szkice z Leska i znad Sanu